# HD 191760
HD 191760 — звезда в созвездии Телескопа на расстоянии около 384 световых лет от нас. Вокруг звезды обнаружены два кандидата в планеты.

## Характеристики
HD 191760 представляет собой звезду G-класса; впервые в астрономической литературе она упоминается в каталоге Генри Дрейпера, изданном в начале XX века. Масса и радиус звезды равны 1,28 и 1,62 солнечных соответственно. Температура поверхности составляет около 5821 кельвинов. Возраст звезды оценивается приблизительно в 4,1 миллиарда лет.

## Планетная система
В 2009 году командой астрономов из проекта CHEPS (Calan-Hertfordshire Extrasolar Planet Search) было объявлено об открытии двух планет в системе — HD 191760 b и HD 191760 c. Обе они представляют собой газовые гиганты, обращающиеся очень близко к родительской звезде. На данный момент их существование не подтверждено.